# Toni Frissell
Toni Frissell, all'anagrafe Antoinette Frissell coniugata Bacon (Manhattan, 10 marzo 1907 – St. James, 17 aprile 1988), è stata una fotografa statunitense nota per la sua arte di fotografa di moda, per le sue fotografie sulla seconda guerra mondiale, per i suoi ritratti di personalità americane ed europee, di bimbi e di donne di ogni ceto sociale.

## Biografia

### Carriera anteguerra
Lavorò con molti fotografi dell'epoca, come apprendista con Cecil Beaton, e sotto il consiglio di Edward Steichen. Il suo primo lavoro, come fotografa per Vogue nel 1931 le fu offerto personalmente da Condé Montrose Nast. Più tardi lavorò per Harper's Bazaar. Le sue foto di moda erano spesso caratterizzate per l'ambientazione esterna, che enfatizzava donne molto indaffarate.

### Seconda guerra mondiale
Nel 1941 la Frissell diventò fotografa volontaria per la American Red Cross. Più tardi lavorò per la Eighth Army Air Force e diventò la fotografa ufficiale del Women's Army Corps. Su loro ordine fece migliaia di foto di infermiere, di soldati di prima linea, WACs, aviatori afro-americani e bimbi rimasti orfani. Andò in missione nel European front per due volte. Le sue immagini commoventi di donne soldato e di piloti afro-americani appartenenti alla 332d Fighter Group (il "Tuskegee Airmen") furono usate per sensibilizzare il sostegno dell'opinione pubblica verso le donne e gli afro americani nell'esercito degli Stati Uniti.

### Secondo dopoguerra
Negli anni 50 Toni Frissell fece ritratti fotografici di personalità potenti sia europee che americane, fra gli altri Winston Churchill, Eleanor Roosevelt, John F. e Jacqueline Kennedy; lavorò per Sports Illustrated e Life. Continuando a interessarsi alle donne nello sport diventò la prima donna a lavorare per Sports Illustrated nel 1953 e rimase una delle poche fotografe sportive per alcuni decenni. Negli ultimi lavori si concentrò sulle fotografie di donne appartenenti a ogni ceto sociale, per documentazione sulla condizione umana.

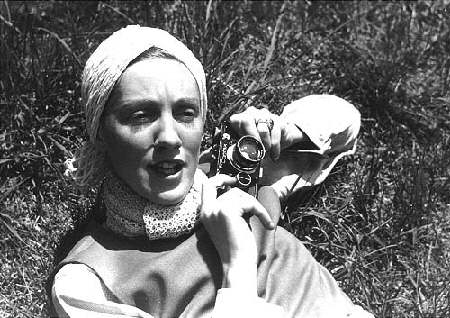
La Frissell al lavoro nel 1935

## Opere
Album fotografici:
- A Child's Garden of Verses (1944)
- Bermuda: The Happy Island (1946)
- Mother Goose (1948)
- The King Ranch, 1939-1944 (1965)
- Tethered, by Amy MacKinnon (Agosto 2008)

La Biblioteca del Congresso degli Stati Uniti d'America possiede una grande collezione di fotografie di Toni Frissell, anche se apparentemente non c'è una singola lista che le riporti tutte.

## Vita privata
Figlia di Lewis Fox Frissell e Antoinette Wood Montgomery, nipote di Algernon Sydney Frissell, fondatore e presidente della Fifth Avenue Bank of New York, sorella di Phelps Montgomery Frissell e del regista Lewis Varick Frissell che fu ucciso a Terranova durante le riprese di The Viking nel 1931.
Toni Frissell morì della malattia di Alzheimer in una clinica di St. James, a Smithtown (Long Island).
Suo marito, Francis M. Bacon 3°, della Bacon, Stevenson & Company, morì prima di lei. Ebbe una figlia, Sidney Bacon Stafford e un figlio, Varick Bacon.